# Equus scotti
Az Equus scotti az emlősök (Mammalia) osztályának a páratlanujjú patások (Perissodactyla) rendjéhez, ezen belül a lófélék (Equidae) családjához tartozó kihalt faj.

## Tudnivalók
Az Equus scotti a lovak egyik kihalt faja. Az állat az Újvilág mindkét kontinensén (Észak-Amerika, Dél-Amerika) élt, és lehet, hogy nem itt fejlődött ki, hanem Eurázsiában. A Bering-földhídon keresztül eljutott Amerikába néhány millió évvel ezelőtt. A faj, a pleisztocén megafaunával együtt kihalt az utolsó jégkorszak végén.
Az Equus scotti az utolsó amerikai lófajokat képviselte, kihalása után a lovak csak a konkvisztádorok segítségével térhettek vissza a két kontinensre.
E faj maradványait Chilében, Texasban és Kaliforniában is megtalálták. Az Equus  bautistensist 1998-tól számítják az E. scotti szinonimájának. Az E. bautistensisnek kissé ősibb vonásai vannak, ezért gondolták először, külön fajt alkot.

## Lásd még
- A lovak evolúciója